# ادوارد، شاهزاده سیاه
شاهزاده ادوارد مشهور به شاهزادهٔ سیاه (به انگلیسی: Edward, the Black Prince) (زادهٔ ۱۳۳۰ — درگذشتهٔ ۱۳۷۶) پسر ادوارد سوم و شاهزاده ولز بود. او پیش از پدرش درگذشت و پسرش ریچارد جانشین او شد.

## زندگی
ادوارد در ۱۳۳۰ در کاخ وودستاک در آکسفوردشایر انگلستان زاده شد. او بزرگترین پسر شاه ادوارد سوم بود و پدرش عناوین ارل چستر را در ۱۳۳۳، دوک کورنوال را در ۱۳۳۷ و شاهزاده ولز (اولین دارنده مقام) را در ۱۳۴۳ به او اعطا نمود. ادوارد در ۱۳۴۶ و در حالی که ۱۶ سال بیشتر نداشت با رشادت در نبرد کرسی جنگید و گفته می‌شود لقب مشهور «شاهزادهٔ سیاه» را به دلیل پوشیدن زره‌ای سیاه‌رنگ در این نبرد کسب نمود. با این حال نخستین اشاره به این لقب در یکی از آثار سدهٔ شانزدهمی صورت پذیرفته و خاستگاه اصلی آن مشخص نیست. ادوارد همچنین پیروزی‌هایی را در طول جنگ‌های صدساله به‌دست آورد که از آن جمله می‌توان به پیروزی در نبرد پواتیه در ۱۳۵۶ اشاره کرد.
ادوارد در ۱۳۶۲ به مقام شاهزادگی آکیتن در فرانسه دست یافت. او در این مدت در آنجا سکونت داشت تا اینکه بروز شورشی او را مجبور به بازگشت به انگلستان نمود. ادوارد صاحب دو پسر بود، نخستین پسرش با نام ادوارد در ۱۳۵۶ زاده شد، اما در ۱۳۷۰ درگذشت و دومین پسرش ریچارد در ۱۳۶۷ به‌دنیا آمد. شاهزاده ادوارد پیش از پدرش در ۱۳۷۶ درگذشت و عنوان شاهزادهٔ ولز به پسر کوچکش ریچارد رسید که پس از مرگ ادوارد سوم با نام ریچارد دوم بر تخت پادشاهی انگلستان نشست.